# Raymond Garceau
Pour les articles homonymes, voir Garceau.
Raymond Garceau est un réalisateur, scénariste et producteur canadien né le 16 janvier 1919 à Pointe-du-Lac (Canada), décédé le 5 janvier 1994.

## Filmographie

### comme réalisateur
- 1952 : The Settler
- 1953 : Tempest in Town
- 1953 : Mister Mayor
- 1953 : The Calèche Driver
- 1957 : Log Drive
- 1957 : Feathers in the Wind
- 1958 : Une île du St-Laurent
- 1959 : Il faut qu'une bibliothèque soit ouverte ou fermée
- 1961 : Wayward River
- 1961 : Rivière-la-Paix
- 1964 : Une année à Vaucluse
- 1968 : The Waterdevil
- 1969 : Le Grand Rock
- 1970 : Vive la France
- 1972 : Et du fils
- 1974 : Pris au collet
- 1975 : Inventors of Thingumajigs
- 1977 : Québec à vendre

### comme scénariste
- 1946 : Farm Electrification
- 1953 : Tempest in Town
- 1954 : Les Parents à l'école
- 1956 : Agronomy
- 1957 : Log Drive
- 1957 : Carnival in Quebec
- 1961 : Rivière-la-Paix
- 1968 : The Waterdevil
- 1969 : Le Grand Rock
- 1970 : Vive la France
- 1972 : Et du fils
- 1974 : Pris au collet
- 1977 : Québec à vendre

### comme producteur
- 1956 : Agronomy